# Harman e Ising
Harman e Ising fue un dúo de animación, dirección y producción cinematográfico, conformado por Hugh Harman y Rudolf Ising, conocidos por fundar los estudios de animación de Warner Bros. Cartoons y MGM Cartoon Studio.

## Historia
Harman e Ising comenzaron en la animación a principios de los años 1920 en el estudio de Walt Disney en Kansas City. Cuando Disney se trasladó a California, Harman, Ising y su compañero Carmen Maxwell decidieron quedarse para comenzar su propio estudio de animación. Sus planes no tuvieron éxito, los animadores se unieron nuevamente a Disney para trabajar en las series de Alice Comedies y Oswald the Lucky Rabbit.

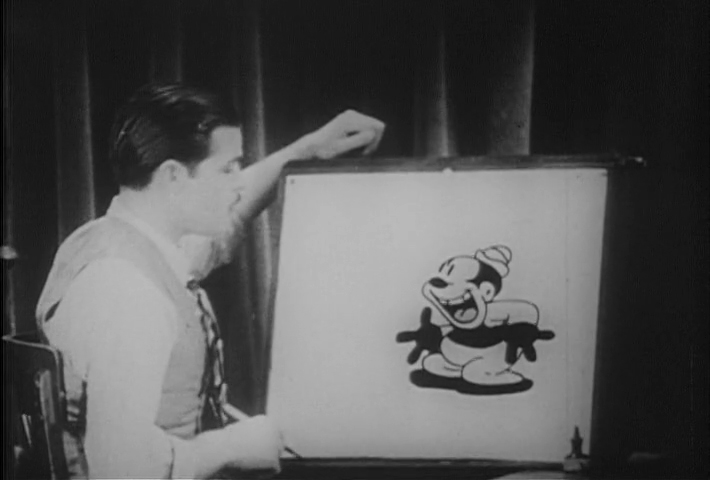
Fotograma del cortometraje de "Bosko The Talk-Ink Kid"

Cuando el productor Charles Mintz terminó su asociación con Disney, Harman e Ising fueron a trabajar para Mintz, cuyo cuñado, George Winkler, hizo un estudio de animación para trabajar en los cortos de Oswald. Los dibujos animados de Oswald producidos por Harman e Ising entre 1928 y 1929 revelaron el estilo del dúo que los caracterizó en las series de Looney Tunes y Merrie Melodies para Warner Bros. Por ejemplo, en "Sick Cylinders" (1928) hay secuencias que fueron imitadas en trabajos de Harman e Ising para Warner Bros. como "Sinkin' in the Bathtub" (1930) y "Bosko's Holiday" (1931). Los cortometrajes de Oswald en los que Harman e Ising trabajaron presentan grandes diferencias con los anteriores. A fines de 1929,Universal Pictures quien tenía los derechos de Oswald, comenzó su propio estudio de animación dirigido por Walter Lantz, reemplazando a Mintz y dejando a Harman e Ising sin trabajo.
Mientras aún trabajaban para Disney, Harman e Ising deseaban comenzar su propio estudio, y crearon al personaje Bosko en 1928. Tras perder sus empleos en el estudio de Winkler, Harman e Ising financiaron un pequeño corto demostrativo de Bosko llamado Bosko, the Talk-Ink Kid, notable por ser el primer dibujo animado sonoro con diálogos. El corto, protagonizado por Bosko y su animador (interpretado por Rudy Ising) impresionó a Leon Schlesinger, quien contrató a Harman e Ising para que trabajaran en Warner Bros.. Schlesinger quiso que Bosko comenzara una nueva serie animada titulada Looney Tunes. Los dos animaron Sinkin' in the Bathtub en 1930, y el cortometraje logró éxito. Harman se encargó de la dirección de Looney Tunes protagonizada por el personaje, mientras que Ising tomó la serie hermana titulada Merrie Melodies que consistía en diferentes historias y personajes.
Los dos animadores rompieron lazos con Schlesinger en 1933 debido a problemas con el presupuesto. Se trasladaron al estudio de animación Van Beuren Studios (quienes estaban haciendo dibujos animados para RKO Radio Pictures), donde se les ofreció un contrato para hacer la serie animada Cubby Bear. Harman e Ising produjeron dos cortometrajes para esta serie. Estos presentaban el estilo distintivo de los animadores, que puede ser diferenciado de los primeros cortos de la serie. Harman e Ising estaban haciendo un tercer cortometraje cuando surgió un problema contractual. Harman e Ising dejaron Van Bueren, pero conservaron el cortometraje y lo estrenaron en los años 1940.
Harman e Ising mantuvieron los derechos de su personaje Bosko, y firmaron un contrato con MGM para hacer una nueva serie del personaje en 1934. Siguieron con el mismo mecanismo que en Warner Bros.. Harman trabajaba en los cortos de Bosko e Ising en los individuales. Trataron incluso de crear nuevas estrellas para sus distribuidores. Estos dibujos animados, aunque con una superioridad técnica en comparación a los de Schlesinger, seguían basándose en la música y no presentaban una trama clara. Cuando la serie Happy Harmonies estuvo por sobre el presupuesto en 1937, MGM despidió a Harman e Ising y creó su propio estudio de animación dirigido por Fred Quimby.
Harman e Ising encontraron trabajo como animadores, dirigiendo Silly Symphony Merbabies para Disney en 1938. Cuando Disney no cumplió con el contrato, los animadores vendieron los dibujos animados a Quimby en MGM. Quimby los contrató nuevamente para su estudio. Ising creó al personaje Barney Bear para MGM en este periodo, basando al personaje parcialmente en sí mismo. En 1939, Harman creó su obra maestra, Peace on Earth, una historia moral sobre dos ardillas que descubrían la maldad existente en la humanidad, fue nominado a un premio Oscar. A pesar del éxito de este y otros trabajos, la producción de MGM bajo Harman e Ising se mantuvo baja.
En 1941, Harman dejó MGM y comenzó un estudio con el veterano de Disney Mel Shaw. Los dos utilizaron el viejo estudio de Ub Iwerks en Beverly Hills, California, donde crearon películas de entrenamiento para el ejército. Ising dejó el estudio en 1942 para unirse al ejército.
Harman e Ising son poco conocidos, incluso entre fanáticos de la animación. Esto se debe a que no crearon ningún personaje duradero. En cambio, crearon estudios que posteriormente producirían tales personajes. Sin ellos, no habrían existido personajes tan famosos como Bugs Bunny, el Pato Lucas o Tom y Jerry.